# Helge Ingstad (Schiff)
Die Helge Ingstad (F313) war eine norwegische Fregatte der Fridtjof-Nansen-Klasse. Ihr Bau wurde am 28. April 2006 begonnen. Die Baukosten wurden mit etwa 500 Millionen Euro angegeben. Nach dem Stapellauf am 23. November 2007 wurde sie am 29. September 2009 bei der norwegischen Marine in Dienst gestellt. Sie war nach dem Archäologen und Schriftsteller Helge Ingstad benannt. Sie sank am 8. November 2018 nach einer Kollision mit einem Öltanker vor der Küste Norwegens. Das Wrack der Helge Ingstad wurde 2019 gehoben und an Land gebracht. Die Fregatte wurde am 21. Juni 2019 als angenommener Totalverlust außer Dienst gestellt und bis 2022 verschrottet.

## Havarie 2018
Am 8. November 2018 kollidierte die Helge Ingstad im Hjeltefjord (⊙) in der Provinz Hordaland mit dem unter maltesischer Flagge fahrenden Öltanker Sola TS der griechischen Reederei Tsakos Energy Navigation. Dabei wurden acht Seeleute auf der Fregatte leicht verletzt. Die Fregatte war so schwer beschädigt, dass sie unweit des Ölterminals Sture des Ölkonzerns Equinor in Øygarden auf Grund (⊙) gesetzt wurde und wenige Tage später sank. Die 137-köpfige Besatzung konnte das Schiff verlassen. Die Helge Ingstad war als Teil der Standing NATO Maritime Group 1 nach Abschluss des Militärmanövers Trident Juncture 2018 auf dem Weg nach Dundee in Schottland. Zwecks Erhalt und Ausbildung von Navigationsfertigkeiten hatte die Schiffsführung einen Kurs nahe der norwegischen Küste gewählt.

### Ablauf der Kollision
Die Helge Ingstad lief in den frühen Morgenstunden des 8. November 2018 auf südlichem Kurs in den Hjeltefjord nördlich des Ölterminals Sture, in den küstennahen Gewässern nordwestlich der Stadt Bergen. Sie meldete ihre beabsichtigte Marschroute um 02:40 Uhr Ortszeit bei der zuständigen Verkehrszentrale der Insel Fedje, Fedje Vessel Traffic Service Centre, an. Die Fregatte lief mit 17 bis 18 Knoten Fahrt. Sie hörte auf Fedjes Seefunkfrequenz mit und hatte ihre Positionslichter eingeschaltet. Das Automatic Identification System (AIS) war im passiven Modus, d. h. strahlte die eigene Positionsinformation nicht über Funk an andere Schiffe und Einrichtungen aus.
Ab 03:40 Uhr begann auf der Helge Ingstad der Wachwechsel. Der den Dienst antretende Navigationsoffizier wurde über drei auf nördlichem Kurs fahrende Schiffe informiert, die per Radar beobachtet wurden. Es war eine klare Nacht. An der Position des Ölterminals Sture wurde visuell schon aus großer Entfernung ein unbewegt erscheinendes Objekt mit vielen Lichtern wahrgenommen.
Der dort vertäute Öltanker Sola TS hatte um kurz vor 03:00 Uhr einen Lotsen aufgenommen und um 03:13 an Fedje gemeldet, dass er mit dem Ablegen beginnen werde. Unterstützt von den Schleppern Ajax und Tenax verließ der Öltanker ab 03:45 das Terminal, meldete dies an Fedje, drehte und nahm Fahrt auf in Richtung Norden, noch in Begleitung der Tenax. Auch auf der Sola TS nahm man die drei weiter östlich nach Norden fahrenden, zu diesem Zeitpunkt bald aufschließenden Schiffe Silver Firda, Vestbris und Seigrunn wahr.
Der neue Wachoffizier auf der Helge Ingstad übernahm um 03:55 Uhr das Kommando, woraufhin der abgelöste Offizier die Brücke verließ. Aus Perspektive der Fregatte hatte die Sola TS im Verlauf des Ablege- und Drehmanövers ihre Position relativ zum Terminal kaum verändert. Dies trug dazu bei, dass die Brückenbesatzung den Tanker irrtümlich für ein stationäres Objekt hielt. Das Accident Investigation Board Norway (AIBN) nimmt an, dass dessen helle Decksbeleuchtung die Positionslichter überstrahlte.
Gegen 03:57 sah der Lotse auf der Sola TS das Radarecho sowie ein grünes Positionslicht eines südwärts fahrenden Schiffs, von dem es kein AIS-Signal gab. Er bat Fedje um 03:58 Uhr, das Schiff zu identifizieren, das sich auf seiner Backbordseite befand. Fedje antwortete, dass keine Informationen über dieses Schiff vorlägen. Der Lotse ließ den eigenen Kurs leicht von 350° auf 0° ändern, und er und der Kapitän der Sola TS versuchten, das unidentifizierte Schiff per Signallampe zu kontaktieren.
Gegen 04:00 rief Fedje die Sola TS an und teilte mit, dass das Schiff möglicherweise die Helge Ingstad sei. Der Lotse rief daraufhin die Fregatte und bat sie, umgehend nach Steuerbord zu drehen. Die Brückenbesatzung erwiderte, dass ihr dies erst möglich wäre, nachdem sie ein Objekt auf ihrer Steuerbordseite passiert hätte. Laut AIBN dachte die Brückenbesatzung fälschlich, mit einem der drei weiter östlich Richtung Norden fahrenden Schiffe zu sprechen. Sie hielt das hell beleuchtete Objekt nach wie vor für das stationäre Terminal, mit dem oder mit der nahen Felsküste sie bei einer Kursänderung nach Steuerbord kollidieren würde, und nicht für einen sich nähernden Öltanker, dem sie gemäß den Kollisionsverhütungsregeln dringend hätte ausweichen müssen.
Um kurz nach 04:00 Uhr war die Helge Ingstad rund 400 Meter von der Sola TS entfernt. Da sie ihren Kurs nicht änderte, wurde sie von Fedje und von dem Lotsen auf der Sola TS angerufen und zum Reagieren aufgefordert. Daraufhin begann sie doch noch ein Ausweichmanöver, entgegen den Ausweichregeln zwischen Wasserfahrzeugen jedoch als Drehung nach Backbord statt nach Steuerbord, und somit genau vor den eisverstärkten Bug der Sola TS.
Helge Ingstad verlor die Kontrolle über Ruder und Antrieb und lief gegen 04:11 Uhr, Bug voraus, auf Land.

### Schadensbild nach der Kollision
Laut AIBN schlugen drei wasserdichte Abteilungen leck: Der achtere Generatorenraum, die Mannschaftsquartiere auf dem Orlopdeck und die Last. Es war der Besatzung anfangs nicht klar, ob auch die achterste Abteilung, der Rudermaschinenraum, Wasser aufnahm. Unter Beachtung der technischen Unterlagen zur Schiffsstabilität beurteilte sie das Schiff zu jenem frühen Zeitpunkt als instabil, aber schwimmfähig. Falls aber weitere Abteilungen geflutet würden, würde das Schiff aufgegeben werden müssen.
In der Folge stellte sich heraus, dass Wasser durch die Hohlwellen aus dem achteren Generatorenraum in den Getrieberaum floss, der schnell volllief. Aus dem Getrieberaum wiederum lief das Wasser durch die Stopfbuchsen in den Schotten sowohl in den achteren als auch den vorderen Maschinenraum. Diese zusätzliche Überflutung übertraf das anfängliche Ausmaß des Schadens deutlich. Nach der Überflutung des Getrieberaums bereitete die Besatzung das Verlassen ihres Schiffs vor. Die Schlepper Ajax und Velox des Terminaldienstleisters Østensjø Rederi nahmen 121 der 137 Besatzungsmitglieder auf und brachten sie zum Sture-Terminal auf Alvøy in Øygarden.

### Sicherung und Bergung
Die Schlepper drückten den Havaristen auf die Felsküste des Fjords um zu verhindern, dass er im tiefen Wasser versank. Es wurden zehn Stahltrossen zwischen Land und dem auf der Steuerbordseite liegenden, sich mit den Gezeiten bewegenden Wrack ausgebracht. Die Verankerungen in den Felsen gaben in der Nacht vom 12. auf den 13. November nach. Am 13. November befanden sich nur noch Teile des Radarmastes und des Hangars über Wasser.
Das norwegische Unternehmen BOA Offshore AS aus Trondheim wurde mit der Bergung beauftragt, für die zunächst drei Wochen veranschlagt wurden. Das Wrack wurde mit weiteren Trossen und mit Ketten gegen ein Abrutschen in tieferes Wasser gesichert. Allerdings riss zum Jahreswechsel bei einem Sturm erneut eine Trosse und das Wrack sackte um weitere 30 Zentimeter ab.
Wetterbedingt konnte die Hebung erst am 26. Februar 2019 beginnen. Da für die Folgetage störender Wellengang vorhergesagt war, wurde das Wrack von den beiden Schwimmkränen Rambiz und Gulliver zunächst nur teilweise angehoben und anschließend an den insgesamt vier Kranen hängend in geschütztere Gewässer vor Hanøytangen überführt, wo es am 28. ankam. Dort wurde der Rumpf ausgepumpt und für die Weiterfahrt von dem halbtauchfähigen Leichter Boa barge 33 aufgenommen. Mit der Ablieferung der Helge Ingstad in der Marinebasis Haakonsvern fanden die Bergungsarbeiten am 3. März ihren Abschluss.
Am 21. Juni 2019 bestätigte die norwegische Regierung den Entscheid, das geborgene Schiff zu verschrotten und eine Neuanschaffung ins Auge zu fassen. Die Verschrottung wurde durch das Schiffsverschrottungsunternehmen Norscrap West durchgeführt.

### Unfalluntersuchung

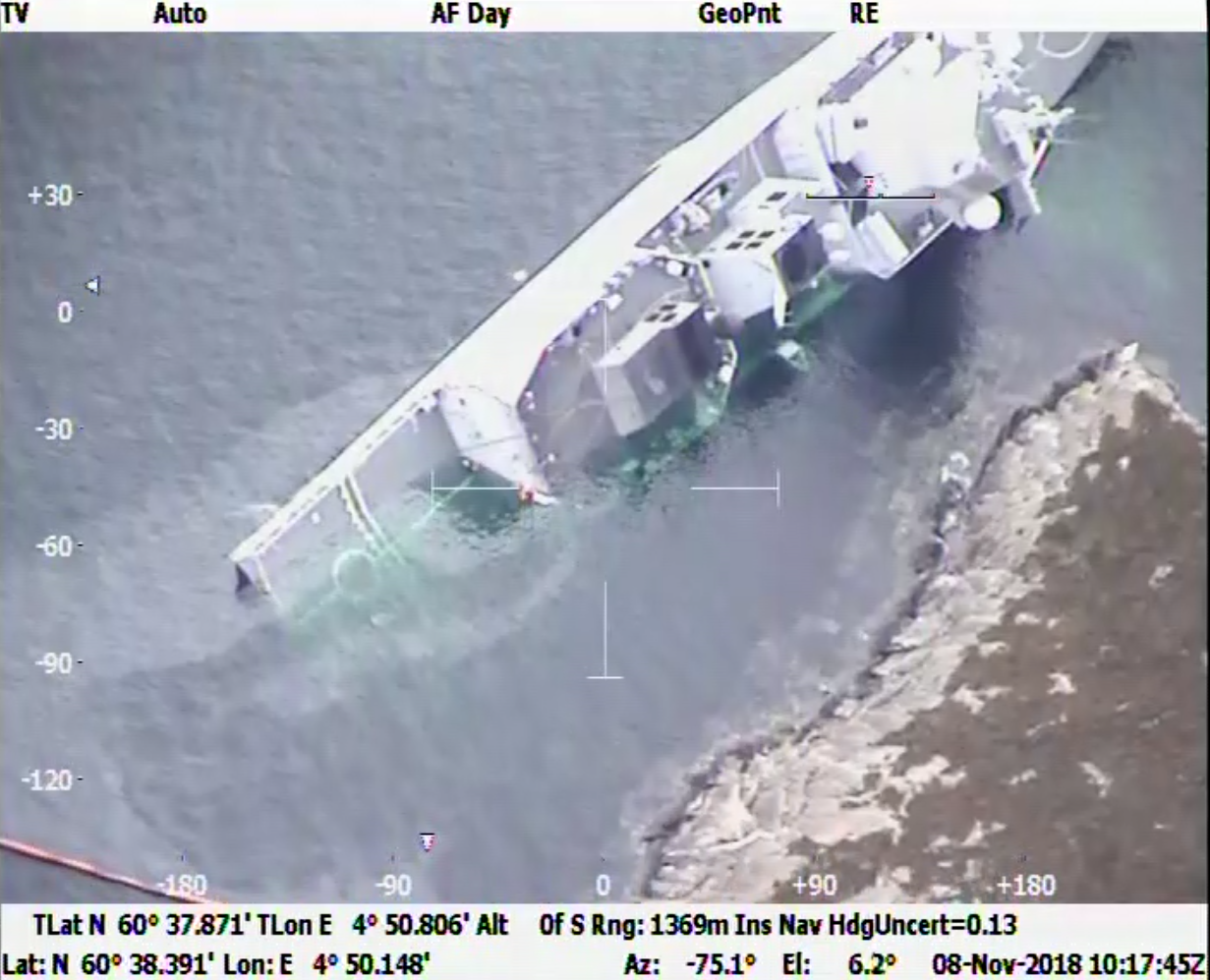
Helge Ingstad nach Strandung

Am 29. November 2018 veröffentlichte die Unfalluntersuchungskommission Accident Investigation Board Norway (AIBN) einen vorläufigen Bericht, verbunden mit an das norwegische Militär und an die Navantia-Werft gerichteten Sicherheitshinweisen.
Das AIBN fand in Bezug auf die wasserdichten Schotten sicherheitskritische Mängel, die dazu führen, dass das vorgesehene Maß an Stabilität im Havariefall nicht gewährleistet ist. Es nimmt an, dass diese Mängel ebenfalls bei den vier übrigen Schiffen der Fridtjof-Nansen-Klasse vorliegen, und warnt, dass das mangelhafte Entwurfskonzept überdies bei vergleichbaren Schiffstypen der Navantia-Werft verwendet worden sein könnte.
Mit Datum November 2019 veröffentlichten AIBN und Defence Accident Investigation Board Norway (DAIBN) in Zusammenarbeit mit der Marine Safety Investigation Unit of Malta und der Spanish Standing Commission for Maritime Accident and Incident Investigations (CIAIM) den ersten Teil eines gemeinsamen Abschlussberichts. Darin wird besonders auf die organisatorischen und institutionellen Gegebenheiten und Mängel eingegangen, die letztlich zum Untergang des Schiffes führten. Anders als im vorläufigen Bericht wird nicht von einer Verantwortung der Schiffswerft ausgegangen. In diesem Zusammenhang ist auch ein Video erstellt worden, das den rekonstruierten Unfallhergang wiedergibt.
Ein zweiter Unfallbericht von der AIBN (Havari-kommisjonen), veröffentlicht am 21. April 2021, entlastete Navantia: das Schiff nahm „über seine ausgelegten Grenzen hinaus“ Schaden, und machte keine Empfehlungen an die Adresse des Schiffsbauers. Der Bericht bestätigte, „[w]enn die Besatzung besser geschult gewesen wäre, hätte sie ein besseres Verständnis von den Rettungsmöglichkeiten des Schiffes gehabt“, und „[s]ie verstand nicht, dass mehrere Systeme weiter in Betrieb waren“. Darüber hinaus erwähnte der Bericht, dass die Besatzung beim Räumen des Schiffes jegliche Türen, Luken und andere Öffnungen nicht geschlossen hatten, wodurch das Schiff seine Schwimmkraft verlor, kenterte und schließlich sank. Wenn den Vorschriften gefolgt worden wäre, hätte das Schiff vor dem Gesamtverlust gerettet werden können.
Im Februar 2022 kam es zu einem Vergleich zwischen dem Tankerbesitzer Twitt Navigation Ltd und dem norwegischen Verteidigungsministerium wer für den entstandenen Schaden verantwortlich ist. Die Twitt Navigation Ltd war danach bereit 235 Millionen Kronen zu zahlen.
Der zum Zeitpunkt der Kollision diensthabende Offizier an Bord der Fregatte wurde im Januar 2023 vor Gericht für die Kollision wegen seiner Fehler verantwortlich gemacht. Er wurde zu einer Freiheitsstrafe von 60 Tagen auf Bewährung verurteilt. Gerichtsverfahren gegen andere an der Kollision beteiligten Personen wurden eingestellt. Das norwegische Verteidigungsministerium hat im Zusammenhang mit der Kollision und dem Untergang der Fregatte eine Strafe von 10 Millionen Kronen gezahlt.
Nach sieben Jahren Rechtsstreit und ausführlicher Havarieanalyse endete der Rechtsstreit zwischen der Navintia Werft in Spanien und dem Norwegischen Verteidigungsministerium. Der Vergleich vom Juni 2025 sah vor, dass Navintia in den kommenden Jahren Rabatte für Wartungs- und Modernisierungsarbeiten in Höhe von 47,5 Millionen Euro für die verbleibenden Fregatte der Fridtjof-Nansen-Klasse gewährt.

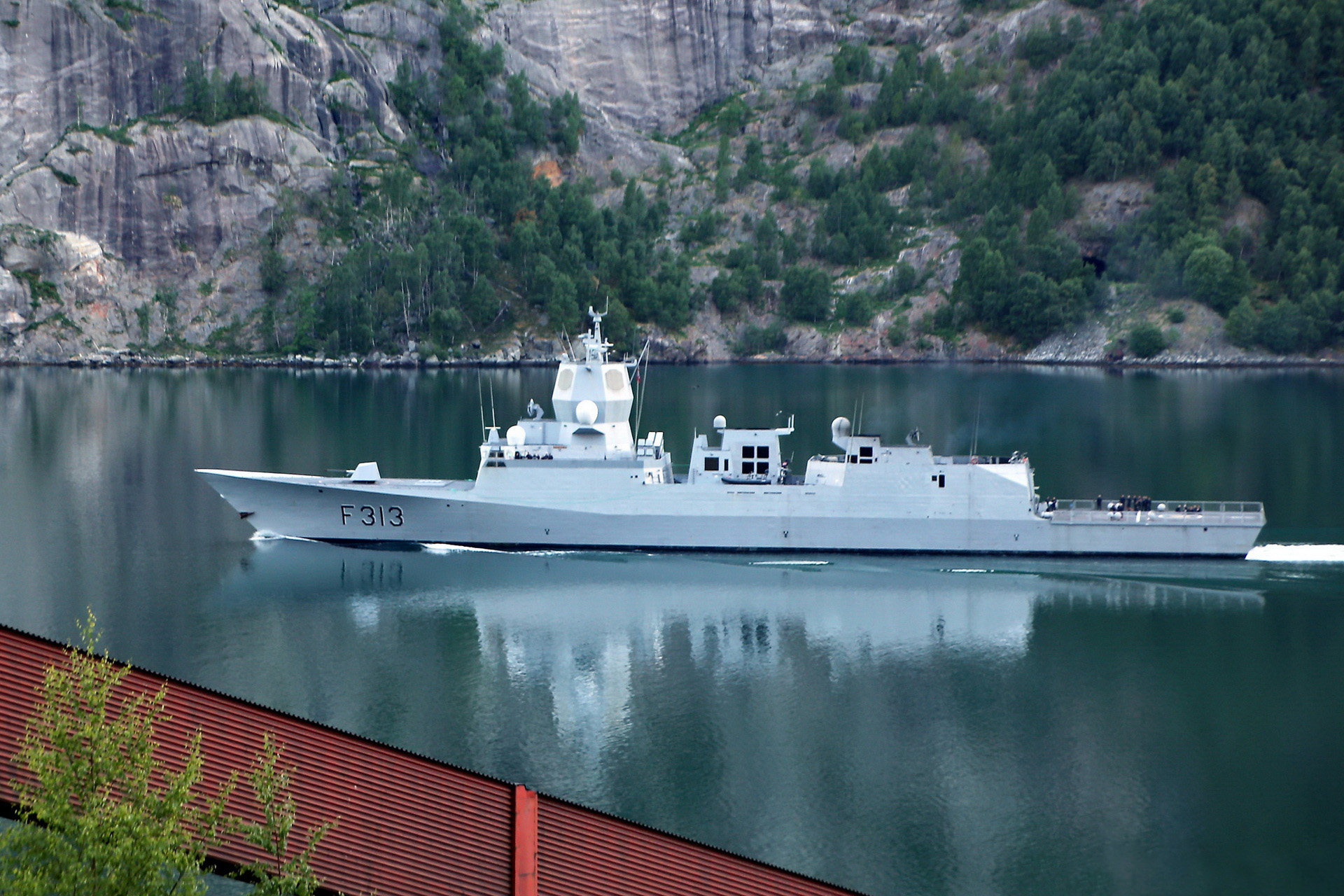
KNM Helge Ingstad F313 im Sørfjord (Juni 2018)